# Aeroport T2 (métro de Barcelone)
Aeroport T2  est une station de métro espagnole de la ligne 9 (branche sud) du métro de Barcelone. Elle est située à proximité du terminal T2 de l'Aéroport Josep Tarradellas Barcelone-El Prat, sur le territoire de la Commune d'El Prat de Llobregat,  comarque de Baix Llobregat dans la province de Barcelone en Catalogne.
Mise en service en 2016, c'est une station de la Transports Metropolitans de Barcelona (TMB).

## Situation sur le réseau
Établie en souterrain, la station Aeroport T2 est située sur la ligne 9 du métro de Barcelone (zone sud), entre les stations Mas Blau, en direction de Zona Universitària, et Aeroport T1, en direction de Aeroport T1.

## Histoire
La station Aeroport T2 est mise en service le 12 février 2016, lors de l'ouverture de l'exploitation de la zone sud de la ligne 9 entre les stations Zona Universitària et Aeroport T1. Réalisée par les architectes Carlos Ferrater, Josep Maria Ramon et Sanabria Casadevall dans un style neutre et fonctionnel.

## Service des usagers

### Desserte
Aeroport T2 est desservie par les rames, du métro automatique, de la ligne 9 (zone sud), relation Zona Universitària-Aeroport T1, à raison d'une toutes les sept minutes en semaine.